# Holger Werfel Scheuermann
Holger Werfel Scheuermann est un chirurgien orthopédiste et radiologue danois, né le 12 février 1877 à Hørsholm et mort le 3 mars 1960 à Copenhague, célèbre pour avoir décrit en 1921 les lésions caractéristiques de la cyphose des apprentis horlogers. La maladie de Scheuermann porte son nom.

## Distinctions
- Chevalier de l'ordre de Dannebrog